# Kharg (pétrolier ravitailleur)
Le Kharg (persan : خارگ) est un pétrolier ravitailleur de la classe Ol modifié, construit pour la marine iranienne. Nommé d'après l'île de Kharg, il est construit par Swan Hunter au Royaume-Uni, lancé en 1977 et livré à l'Iran en 1984. Le Kharg était le plus grand navire de guerre iranien en tonnage jusqu'au lancement du Makran au début de l'année 2021,.
Le 2 juin 2021, le Kharg fait naufrage à la suite d'un incendie au large du port iranien de Djask et du détroit d'Ormuz, dans le golfe d'Oman.